# Fußball-Oberliga Lübeck-Mecklenburg
Die Oberliga Lübeck-Mecklenburg war eine nach der so genannten Fußball-Revolution entstandene Spielklasse, die für das Gebiet Lübecks (und Umgebung) und Mecklenburgs die höchste Spielklasse bildete. Die Spielklasse existierte von 1929 bis 1933, als die Mannschaften gemeinsam mit den Vereinen aus Hamburg und Schleswig-Holstein in die Gauliga Nordmark aufgenommen wurden. 

## Geschichte
Bereits seit 1921 existierte die Ostkreisliga (ab 1923: Bezirksliga Lübeck-Mecklenburg) die das Gebiet des NFV-Bezirks Lübeck-Mecklenburg umfasste, der sich 1925 aus dem Kreis Lübeck-Mecklenburg-Schwerin bildete. Mit einer Ausnahme dominierten die Lübecker Vereine die Liga, vier Mal wurde der LBV-Phönix Meister und je einmal Schwerin 03 und der VfR Lübeck. Im Zuge der Fußball-Revolution musste der Spielbetrieb ab 1928 knapp anderthalb Jahre ausgesetzt werden, ehe im norddeutschen Raum sechs Oberligen geschaffen wurden: Die Oberliga Schleswig-Holstein, die Oberliga Groß-Hamburg, die Oberliga Nordhannover, die Oberliga Weser/Jade, die Oberliga Südhannover/Braunschweig und die Oberliga Lübeck-Mecklenburg. Letztere umfasste allerdings genau das gleiche Gebiet wie die bis dahin bestehende Spielklasse. Bis zur Ligareform gelang es auch Vereinen aus dem Fürstentum Lübeck, sich für die Liga zu qualifizieren, letztmals gelang dies dem VfL Eutin in der Spielzeit 1927/28.
Darüber hinaus bestand bis zur Auflösung 1933 noch eine Auswahlmannschaft Lübeck-Mecklenburgs, die unter anderem Spiele gegen den ungarischen Amateurmeister SC Egyesület Budapest spielte (0:3-Niederlage) und die Auswahlmannschaften Kiels und Nordhannovers bezwingen konnte.

## Modus
Die Oberliga Lübeck-Mecklenburg umfasste acht Mannschaften. Im Verlauf einer Saison spielte jede Mannschaft zweimal gegen jede andere Mannschaft; einmal auf eigenem Platz und einmal auf des Gegners Platz. Ein Sieg wurde mit zwei Punkten belohnt, ein Unentschieden mit einem Punkt. Bei Punktgleichheit wurde, sofern es um die Teilnahme an der norddeutschen Meisterschaft oder um einen Abstiegsplatz geht, ein Entscheidungsspiel gespielt. In jeder Spielzeit nahmen die Mannschaften auf den ersten beiden Plätzen an der norddeutschen Meisterschaft teil, die letzten beiden Mannschaften spielten zusammen mit den Bezirksmeistern zwei freie Plätze in der Oberliga Lübeck-Mecklenburg aus.

## Meister der Oberliga Lübeck-Mecklenburg 1929 bis 1933
| Saison  | Meister Lübeck-Mecklenburg | Vizemeister Lübeck-Mecklenburg |
| ------- | -------------------------- | ------------------------------ |
| 1929/30 | Lübecker BV Phönix         | VfL Schwerin                   |
| 1930/31 | Lübecker BV Phönix         | SV Polizei Lübeck              |
| 1931/32 | SV Polizei Lübeck          | Lübecker BV Phönix             |
| 1932/33 | Schweriner FC 03           | SV Polizei Lübeck              |

Die Mannschaften der Oberliga Lübeck-Mecklenburg spielten bei den norddeutschen Meisterschaften keine wichtige Rolle. Nur Phönix Lübeck schaffte es in den Spielzeiten 1929/30 und 1930/31, die 2. Runde zu erreichen (hier scheiterte man mit 2:5 gegen den Hamburger SV und knapp mit 1:2 gegen Holstein Kiel), ansonsten schieden die Mannschaften zum Teil ohne Punktgewinn in der Vorrunde aus.

## Ewige Tabelle der Oberliga
Erfolgreichster Teilnehmer war der zweimalige Meister Phönix Lübeck vor dem VfL Schwerin und der SV Polizei Lübeck.
| Pl. | Verein                  | Jahre | Sp. | S  | U  | N  | T+  | T-  | Diff. | Punkte | Ø-Pkt. | Titel | Spielzeiten      |
| --- | ----------------------- | ----- | --- | -- | -- | -- | --- | --- | ----- | ------ | ------ | ----- | ---------------- |
| 1.  | Lübecker BV Phönix      | 4     | 56  | 43 | 6  | 7  | 247 | 64  | +183  | 92:20  | 1,64   | 2     | 1929–33          |
| 2.  | VfL Schwerin            | 4     | 56  | 32 | 4  | 20 | 173 | 128 | +45   | 68:44  | 1,21   | -     | 1929–33          |
| 3.  | SV Polizei Lübeck       | 3     | 42  | 28 | 6  | 8  | 155 | 70  | +85   | 62:22  | 1,48   | 1     | 1930–33          |
| 4.  | Lübecker SV 1913        | 4     | 56  | 21 | 10 | 25 | 133 | 147 | −14   | 52:60  | 0,93   | -     | 1929–33          |
| 5.  | Schweriner FC 03        | 3     | 42  | 19 | 4  | 19 | 97  | 93  | +4    | 42:42  | 1      | 1     | 1929–31; 1932/33 |
| 6.  | Oldesloer SV            | 4     | 56  | 16 | 10 | 30 | 91  | 156 | −65   | 42:70  | 0,75   | -     | 1929–33          |
| 7.  | Rostocker SC 1895       | 4     | 56  | 16 | 2  | 38 | 114 | 195 | −81   | 34:78  | 0,61   | -     | 1929–33          |
| 8.  | VfR Lübeck a            | 3     | 42  | 14 | 3  | 25 | 61  | 135 | −74   | 31:53  | 0,74   | -     | 1929–32          |
| 9.  | FC Germania 1904 Wismar | 3     | 42  | 11 | 3  | 28 | 69  | 152 | −83   | 25:59  | 0,6    | -     | 1929/30; 1931–33 |